# Семёнов, Пётр Николаевич
Пётр Николаевич Семёнов (1791—1832) — русский писатель и драматург, помещик.

## Биография
Родился 2 (13) ноября 1791 года в семье отставного секунд-майора Николая Петровича Семёнова (?—1837), участника суворовских походов. Мать — Мария Петровна, родственница поэта В. А. Жуковского, дочь владельца села Урусово Петра Максимовича Бунина (1746—1801) и старшая сестра поэтессы Анны Буниной. Детство Петра Николаевича прошло в имении Рязанка, куда семья переехала в 1795 году.
После окончания Московского университетского пансиона, где он учился в 1801—1807 годах, был определён в Измайловский лейб-гвардии полк в Петербурге, «в роту капитана Мартынова».
Пётр Николаевич вошёл в литературные круги Петербурга благодаря знакомствам его тёти — поэтессы Анны Буниной.
В 1808 году написал оду «Капитан Мартынов», пародию на оду Гавриила Державина «Бог».
В 1808—1810 годах написал трагедию в 3-х действиях «Митюха Валдайский», пародию на трагедию Владислава Озерова «Дмитрий Донской».
Накануне Отечественной войны 1812 года был произведён в прапорщики. В составе Измайловского полка, участвовал в Бородинском сражении и был награждён золотой шпагой «За храбрость»; «сию награду редкие в прапорщичьем чине получали». Осенью 1813 года, после Кульмского сражения, попал в плен, где находился до марта 1814 года.
Вернувшись в Петербург, активно участвовал в деятельности артистических и литературных объединений.
В 1817 году написал «Оду на обручение и бракосочетание вел. кн. Николая Павловича и вел. княжны Александры Федоровны», в 1818 году — водевиль «Удача от неудачи, или Приключение в жидовской корчме», пьесы в стихах «Свет», перевёл либретто опер «Амфитрион», «Исступленный» и «Федра».
В 1818—1819 годах состоял членом «Союза благоденствия». В 1821 году в чине капитана он вышел в отставку, женился и поселился с родителями в селе Урусово. Поскольку активного участия в деятельности Союза не принимал, то его членство «высочайше повелено оставить без внимания».
По проекту Петра Николаевича был построен усадебный дом в имении Рязанка и храм святителя Николая в Урусово (1830).
Во время эпидемии холеры 1831 года добровольно заменил уездного предводителя дворянства. Спустя год после окончания эпидемии он заразился от своего слуги тифом и умер 9 (21) июня 1832 года в селе Елизаветино Липецкого уезда Тамбовской губернии. Был похоронен в родовом склепе Буниных-Семёновых близ храма святителя Николая в селе Урусово.

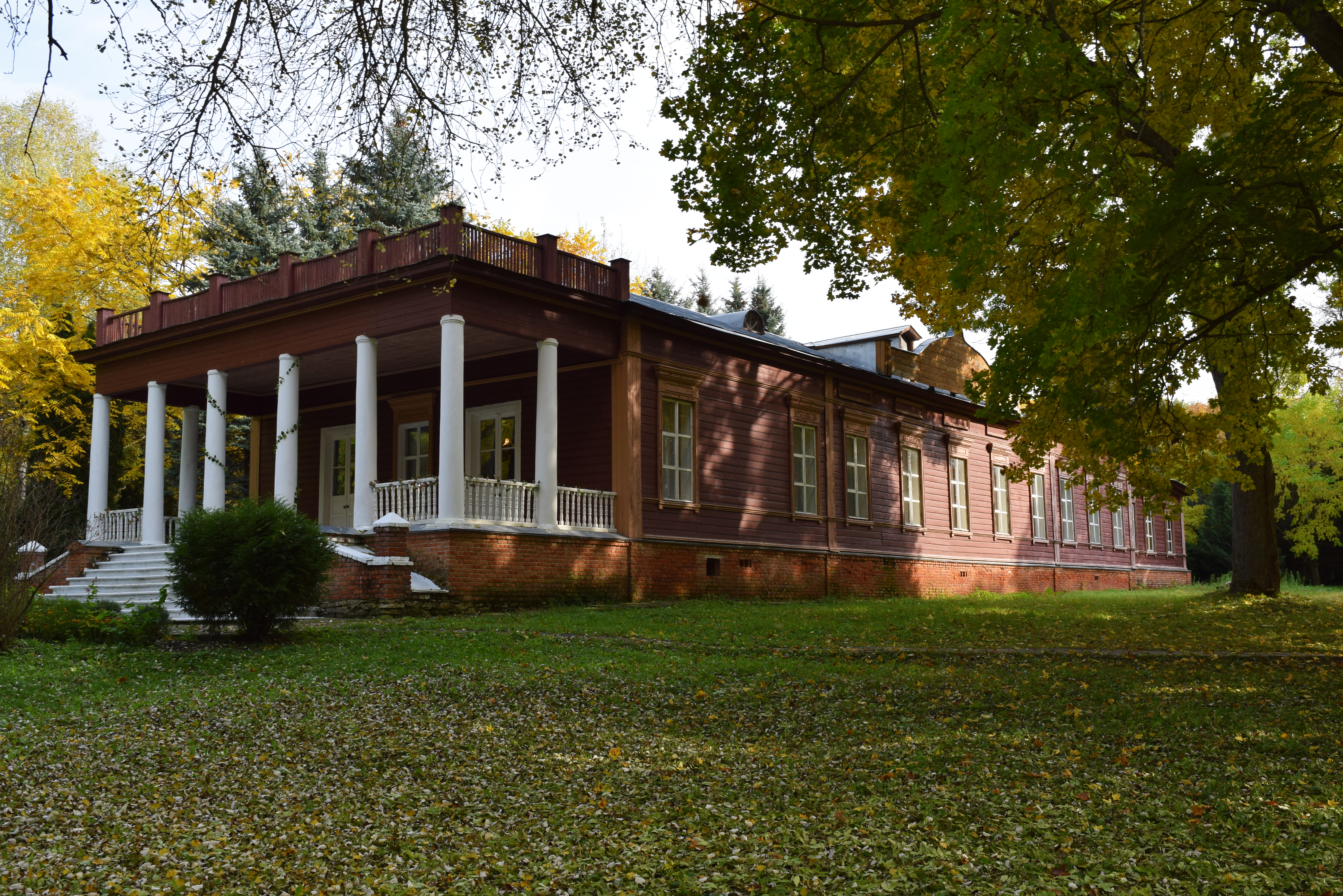
Усадебный дом в имении Рязанка

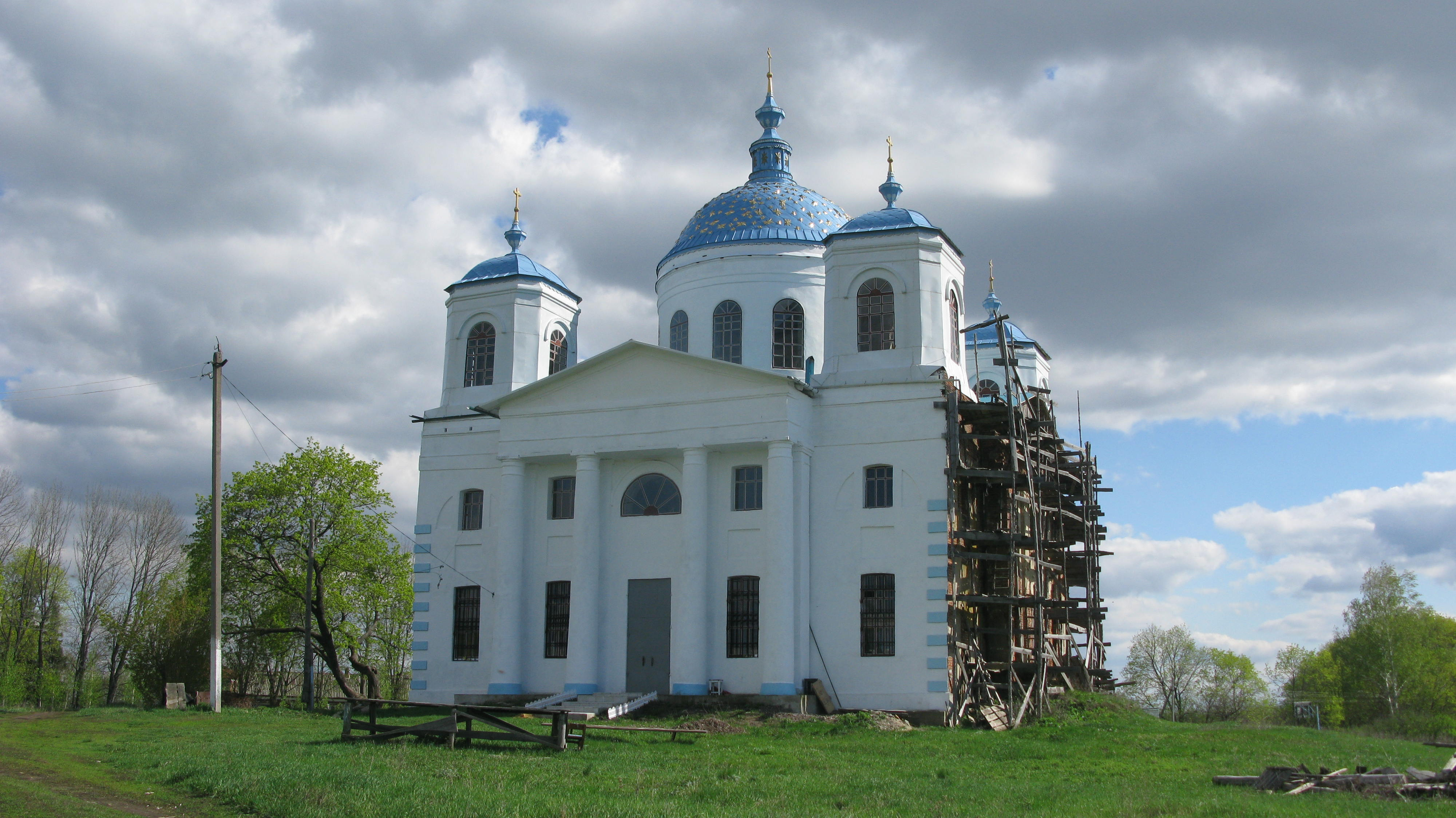
Храм святителя Николая в Урусово (2012)

## Семья
Супруга — Александра Петровна (дев. Бланк, 1801—1847), внучка архитектора Карла Бланка.
Дети:
- Николай Петрович (1823—1904), государственный деятель, сенатор.
- Наталья Петровна (1824—1899), писательница, супруга академика Якова Грота[2].
- Пётр Петрович (1827—1914), географ, ботаник, государственный и общественный деятель.
- приёмная дочь, Ольга Корсакова.

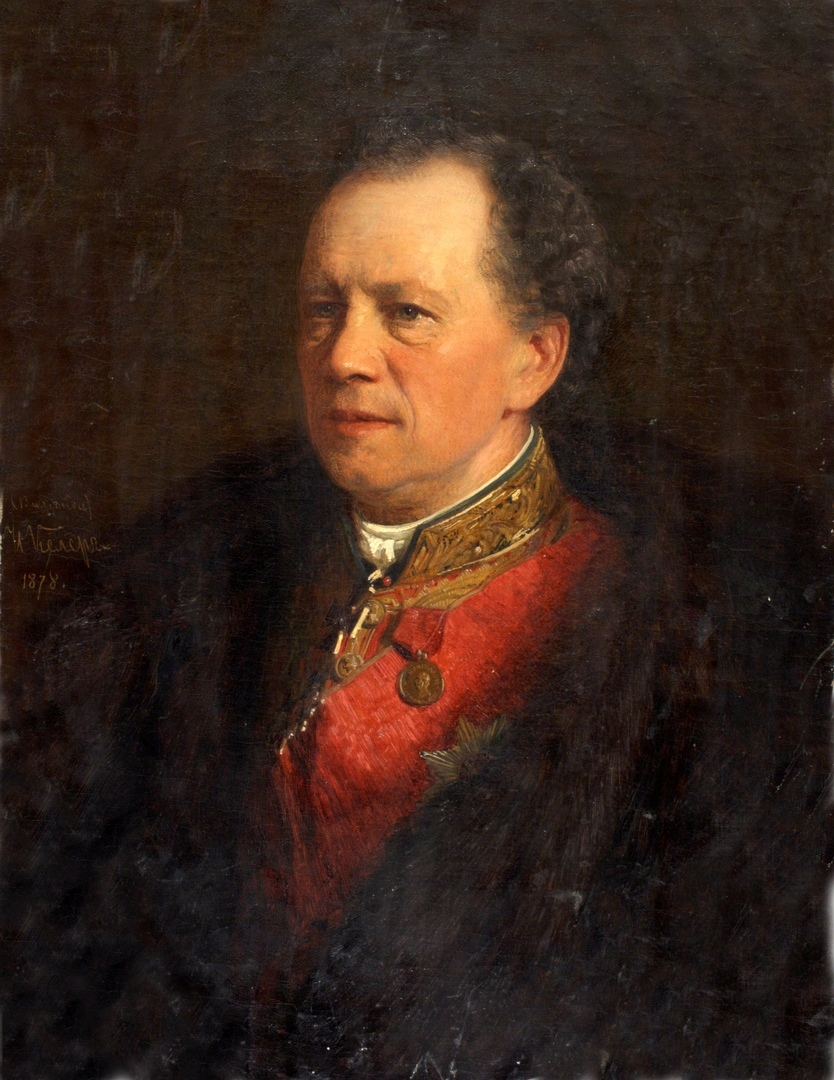
Портрет Николая Петровича работы Й. Кёлера (1878)
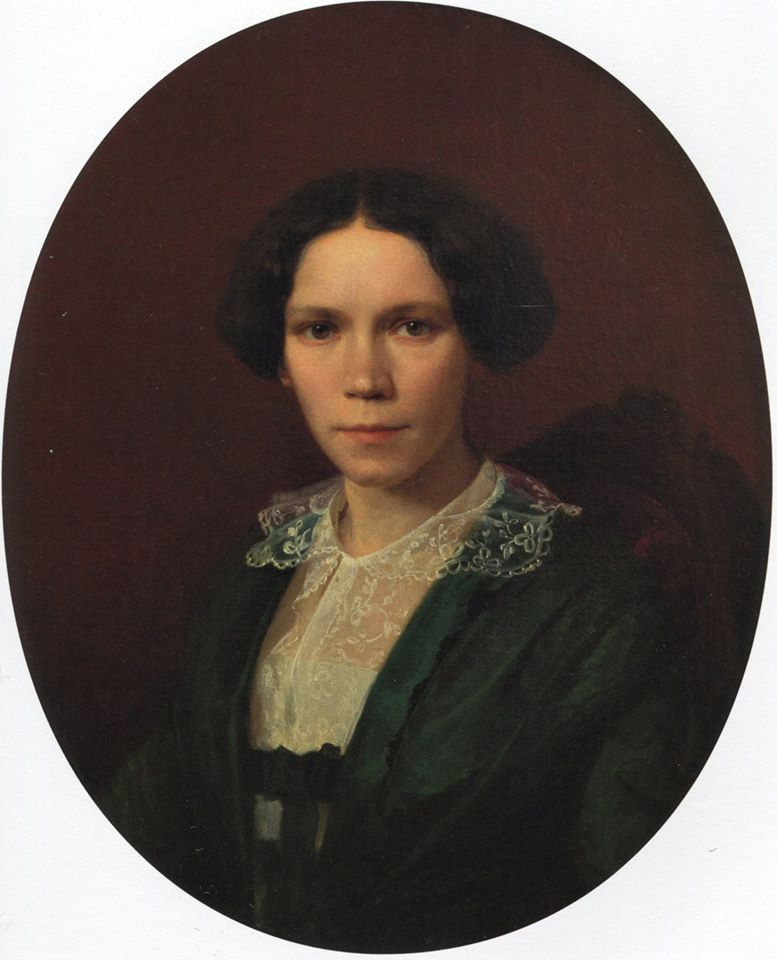
Портрет Натальи Петровны работы Й. Кёлера (1856)
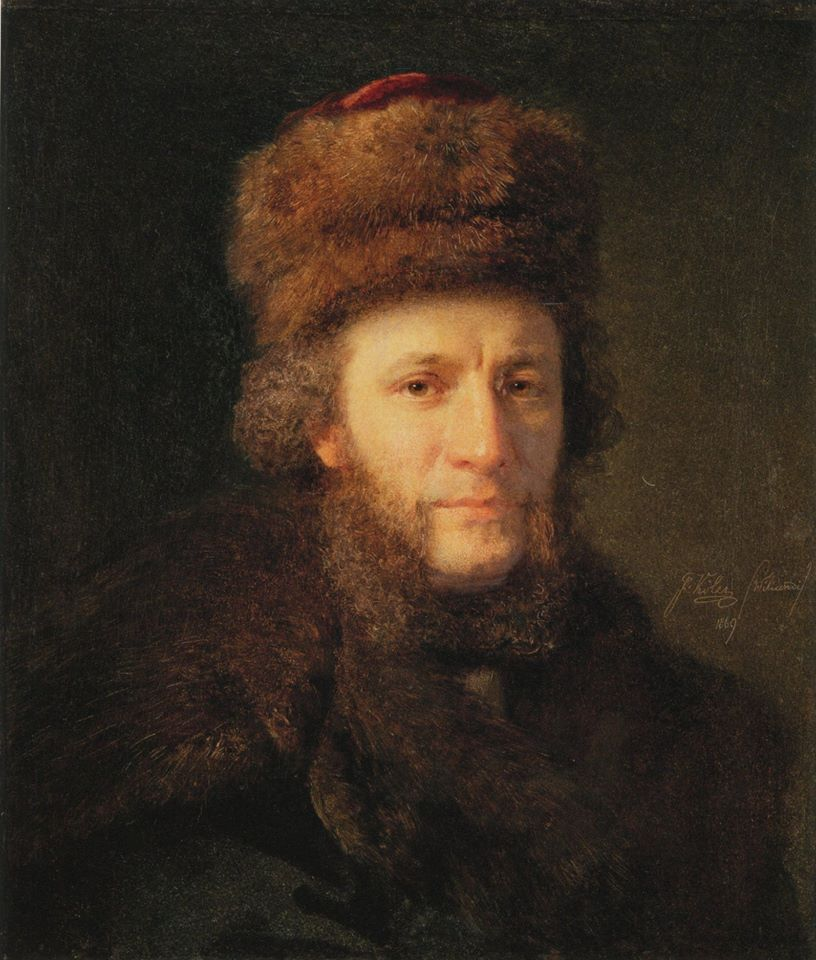
Портрет Петра Петровича работы Й. Кёлера (1866)

В своих мемуарах Пётр Петрович Семёнов-Тян-Шанский вспоминал:

В семейную жизнь отец мой вносил столько активной любви, а мать столько сдержанности и разумного спокойствия, что наше довольно многочисленное и сложное семейство можно было считать идеалом семейного счастья.
— Семёнов-Тян-Шанский (1827—1914)

## Сочинения
- Удача от неудачи, или Приключение в жидовской корчме: опера в 1 д. : (Vaudeville). — СПб.: в типографии Императорского Театра, 1818. — 70 с.
- Митюха Валдайской: трагедия [в 3 д.] в стихах: [пародия на трагедию Озерова «Дмитрий Донской»]. — М.: тип. В. Грачева и К°, 1861. — 48 с.